# Usina Hidrelétrica de Angiquinho

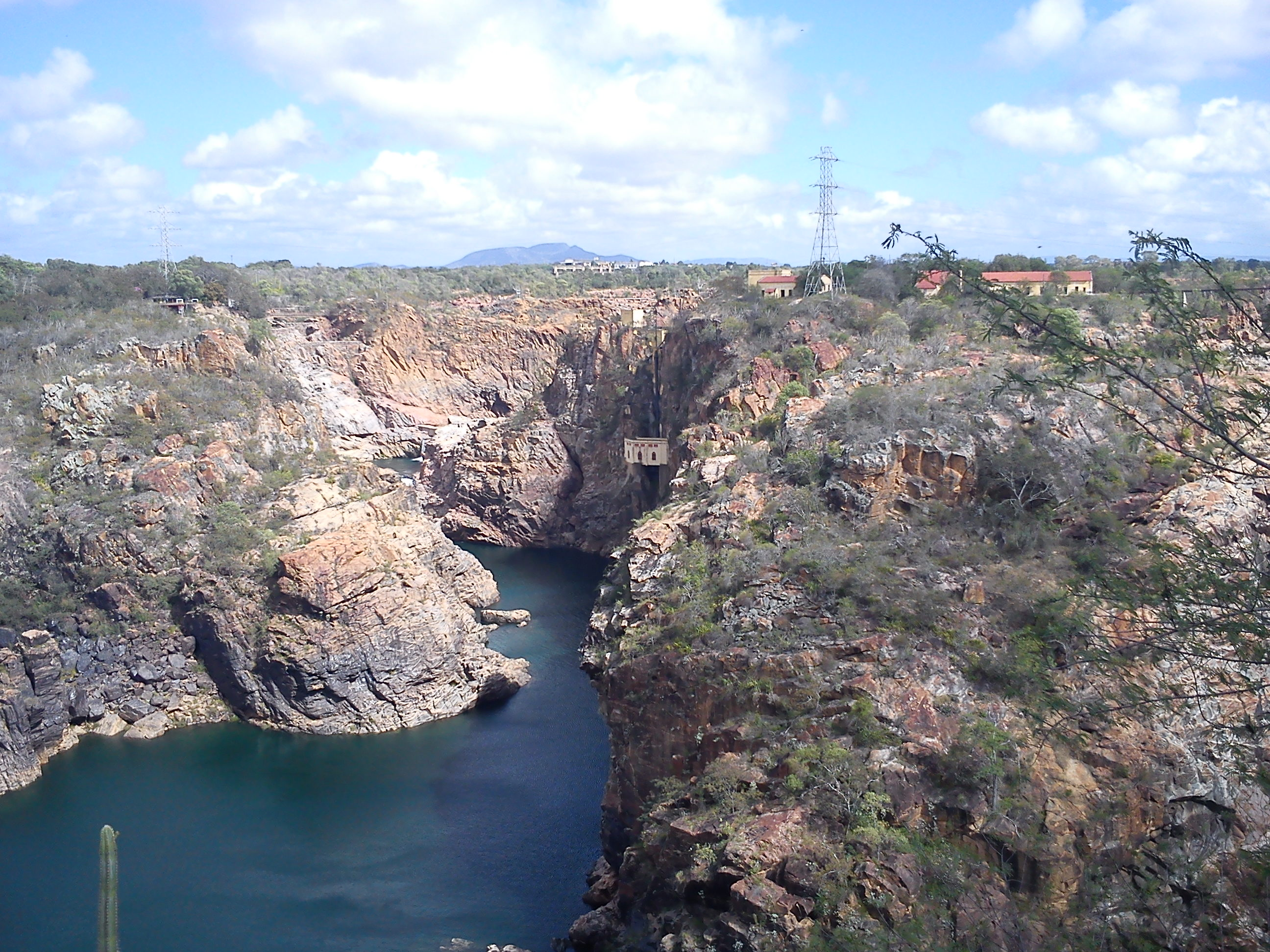

Angiquinho é a primeira usina hidrelétrica do nordeste do Brasil, localizada na margem alagoana da cachoeira de Paulo Afonso, no Rio São Francisco.
Inaugurada em 26 de Janeiro de 1913 pelo então empresário Delmiro Gouveia, 1ª Hidrelétrica da Cachoeira de Paulo Afonso e a 1.ª do Nordeste tinha como objetivo fornecer energia elétrica a uma grande indústria têxtil chamada de Companhia Agro Fabril Mercantil localizada na cidade de Pedra (hoje Delmiro Gouveia). Sua energia era bastante também para alimentar uma bomba d'água que abastecia a mesma cidade, distante aproximadamente 24 km da cachoeira. A usina de Angiquinho fica a poucos quilômetros de Paulo Afonso, na Bahia.

## História
Para construir Angiquinho, Delmiro foi à Serra do Mar adquirir o maquinário necessário, e acabou por contratar um engenheiro italiano, Luigi Borella, para projetar a empreitada. Também foram contratos engenheiros e técnicos franceses para montar a Usina. Conta a história que ao verem a localização da casa de máquinas da Usina (que era encravada no paredão do cânios do rio) não hesitaram em tentar recuar sendo barrados por Delmiro que o obrigaram a descer em um elevador improvisado por cordas trançadas de couro, debaixo da mira de uma arma. Como a casa de máquinas da usina ficaria no paredão do cânion do rio São Francisco — local de difícil acesso —, houve quem duvidasse do sucesso da obra.

## Atualmente
Por intermédio da CHESF e da prefeitura de Delmiro Gouveia, está sendo executado um projeto de recuperação que prevê a restauração total da usina, da Furna dos Morcegos (onde dizem que Lampião se escondeu - contudo a presença dos cangaceiros na área de Angiquinho já foi praticamente desmentida, pois não se encontrou qualquer indício dessa passagem e depoimentos de cangaceiros do bando afirmaram que nunca estiveram naquela área. Além disso, seria incoerente um bando tão articulado como o de Lampião se esconder em um local que tem apenas uma única entrada) e de um elevador que leva à caverna. Foram gastos aproximadamente para a recuperação da área R$ 1.500.000,00 (um milhão e quinhentos mil reais) 
Segundo o projeto de recuperação denominado “Projeto de gestão de Angiquinho”, a usina será transformada em um ponto de visitação turística, que além de proporcionar ao turista comum uma vista diferenciada da cachoeira, irá também atrair o turismo técnico também com foco histórico, educacional, ambiental e cultural. Este projeto traz uma grande oportunidade para os interessados na área conhecer a história da eletricidade do Brasil. Para proteger esse patrimônio da Usina e do ambiente natural através leis especificas, foi incluindo no projeto o tombamento histórico de toda área ao redor da Usina e a Através da Fundação Delmiro Gouveia o sítio foi tombado pelo Governo do Estado espera-se agora o tombamento nacional.